# Władimir Kowalow
Władimir Nikołajewicz Kowalow, ros. Владимир Николаевич Ковалёв (ur. 2 lutego 1953 w Moskwie) – radziecki łyżwiarz figurowy, startujący w konkurencji solistów. Wicemistrz olimpijski z Innsbrucka (1976) i dwukrotny uczestnik igrzysk olimpijskich – w Sapporo (1972) i Lake Placid (1980), dwukrotny mistrz (1977, 1979) i dwukrotny wicemistrz świata (1975, 1976), mistrz (1975) i 4-krotny wicemistrz Europy (1976–1979), dwukrotny mistrz Związku Radzieckiego (1972, 1977).
Zakończył karierę amatorską po igrzyskach olimpijskich 1980, z których wycofał się z po segmencie figur obowiązkowych zajmując 5. miejsce. Oficjalnym powodem tej decyzji była choroba, ale spekulowano, że sowieccy oficjele zmusili go do wycofania się z powodu słabego rezultatu w pierwszym dniu zawodów.
Po zakończeniu kariery łyżwiarskiej został trenerem w klubie Dinamo Moskwa, a następnie do 1990 roku pracował w Grecji. Podczas pracy w moskiewskim klubie trenował Kirę Iwanową, Natalję Lebiediewą i przez krótki czas Mariję Butyrską, gdy jej trener Siergiej Wołkow zmarł na raka.
Kowalow był w konflikcie z rosyjskimi władzami łyżwiarskimi i dwukrotnie odmówiono mu tytułu „honorowego mistrza sportu”. W styczniu 1982 tuż po rozpoczęciu współpracy Iwanowej z trenerem Kowalowem zawodniczka wygrała Zimową Spartakiadę ZSRR, ale została zdyskwalifikowana, a później zawieszona w drużynie narodowej Związku Radzieckiego i otrzymała zakaz rywalizacji poza Związkiem Radzieckim przez 2 lata. Było to spowodowane zignorowaniem przez Iwanową obowiązkowej kontroli antydopingowej, która w tym czasie piła alkohol z Kowalowem. Później potwierdzono, że Iwanowa miała z Kowalowem romans co wpłynęło na ich relacje sportowe i spowodowało, że Kowalow nie podróżował z nią na zawody m.in. igrzyska olimpijskie 1988 w Calgary.

## Osiągnięcia
| Zawody               | 69–70          | 70–71          | 71–72          | 72–73          | 73–74          | 74–75          | 75–76          | 76–77          | 77–78          | 78–79          | 79–82          |                |                |                |                |                |                |
| Międzynarodowe       | Międzynarodowe | Międzynarodowe | Międzynarodowe | Międzynarodowe | Międzynarodowe | Międzynarodowe | Międzynarodowe | Międzynarodowe | Międzynarodowe | Międzynarodowe | Międzynarodowe | Międzynarodowe | Międzynarodowe | Międzynarodowe | Międzynarodowe | Międzynarodowe | Międzynarodowe |
| -------------------- | -------------- | -------------- | -------------- | -------------- | -------------- | -------------- | -------------- | -------------- | -------------- | -------------- | -------------- | -------------- | -------------- | -------------- | -------------- | -------------- | -------------- |
| Igrzyska olimpijskie |                |                | 8              |                |                |                | 2              |                |                |                | WD             |                |                |                |                |                |                |
| Mistrzostwa świata   |                |                | 3              |                | 4              | 2              | 2              | 1              | 4              | 1              |                |                |                |                |                |                |                |
| Mistrzostwa Europy   |                |                | 6              |                | 4              | 1              | 2              | 2              | 2              | 2              | 3              |                |                |                |                |                |                |
| Prague Skate         |                | 2              |                |                |                |                |                |                |                |                |                |                |                |                |                |                |                |
| Prize of Moscow News | 2              | 3              | 2              |                | 1              | 1              | 1              | 1              |                |                |                |                |                |                |                |                |                |
| Krajowe              |                |                |                |                |                |                |                |                |                |                |                |                |                |                |                |                |                |
| Mistrzostwa ZSRR     | 5              | 4              | 1              |                | 3              | 3              |                | 1              | 2              |                |                |                |                |                |                |                |                |